# Олешшя
Оле́шшя — літописна назва поселення або історичної місцевості в пониззі Дніпра; давньоруське місто-порт, яке контролювалося київськими князями.

## Локалізація

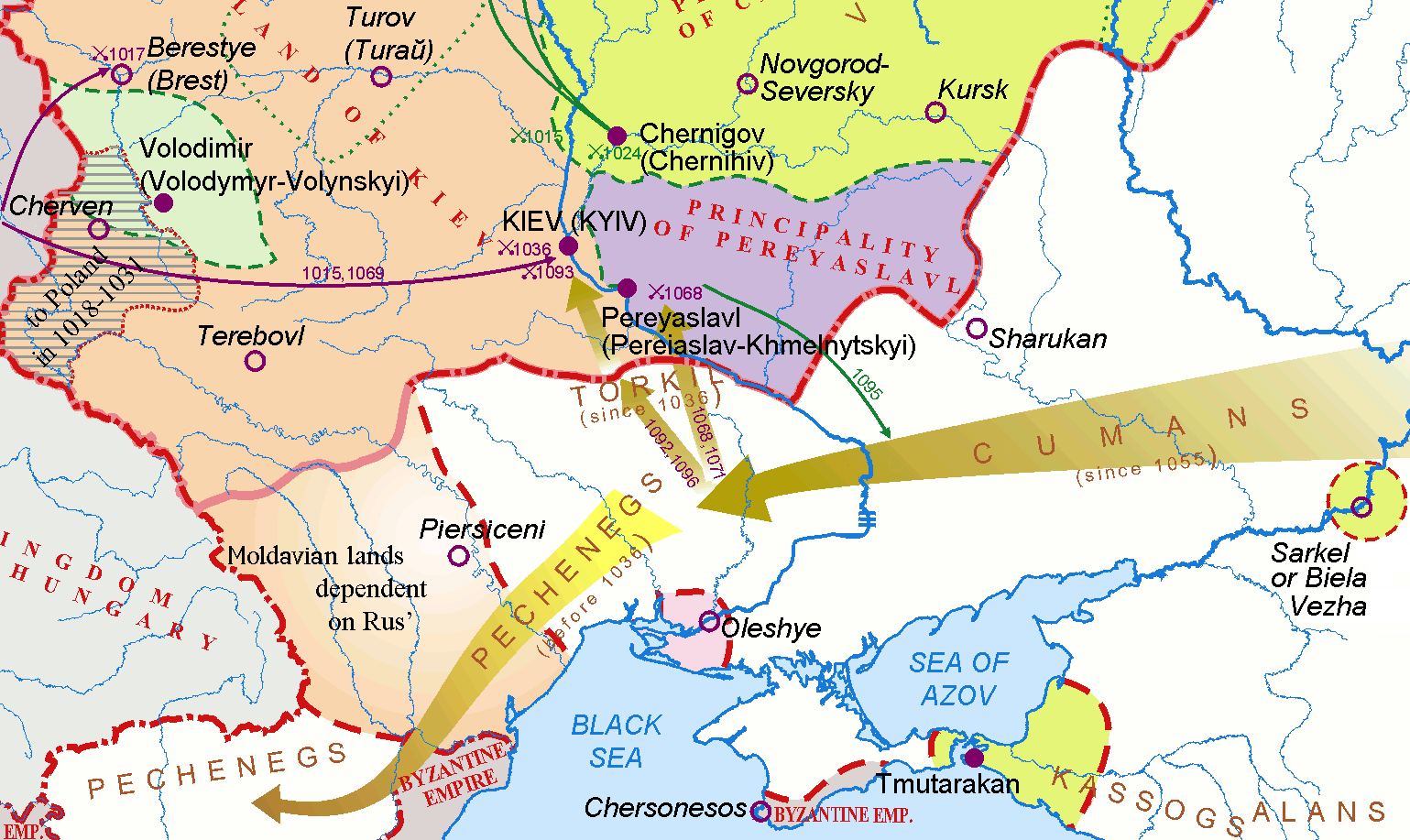
На цій карті зроблено спробу реконструювати 11 століття. Олешшя (Oleshye) зображено на Дніпрі нижче за течією від сучасного Херсона. Деякі дослідники вважають, що Олешшя було розташоване далі на захід, у місці злиття Дніпровського й Бузького лиманів.

Існують дві основні версії щодо локалізації Олешшя: 
1. на острові Великий Потьомкін в районі Пудової протоки (урочище «Городище», за 12 км нижче за течією Дніпра від центру Херсона);
2. поселення Аджигол-1 та городище Дніпровське-2 в місці злиття Дніпровського й Бузького лиманів.

В обох вказаних місцях археологами виявлено давньоруські матеріали. У краєзнавчому музеї міста Херсон зберігаються артефакти відповідного періоду, знайдені на Великому Потьомкінському острові.

## Історія
Місто існувало у глибині половецьких володінь, жодного разу не зазнавши набігу кочовиків. Однак неодноразово ставало здобиччю князів-авантюристів.
Перша згадка про Олешшя у «Повісті временних літ» датується 1084 роком, коли князь-ізгой Давид Ігорович пограбував тут гречників — купців-русів, які торгували з Візантією. 
| Ліві лапки | Въ сеже лѣто Давыдъ зая грьчьникы въ Ольшии, и зая въ нихъ вьсе имѣние. Вьсеволодъ же, посълавъ приведе и, и въдасть ему Дорогобужь. | Праві лапки |

У 1984 році Леонід Махновець переклав цей уривок сучасною українською мовою наступним чином: «У сей же рік Давид захопив гречників у [городі] Олешші і забрав у них все майно. Всеволод тоді, пославши [мужів своїх], привів його і дав йому [город] Дорогобуж.» Він додав: «Гречники — купці, що користувалися Гречником (дніпровською частиною водної путі із Варягів у Греки), здійснюючи торгові операції між Києвом і Константинополем. Захопивши і пограбувавши гречників, Давид шкодив торговим інтересам Русі, і тому Всеволод змушений був дати цьому князеві-ізгою город Дорогобуж.»
У Київському літописі згадується, що у 1153 році біля Олешшя представники великого князя київського Ізяслава Мстиславича чекали його наречену — грузинську царівну Русудан. 1160 на Олешшя здійснили піратський напад берладники, котрі були розгромлені воєводами київського князя Ростислава Мстиславича.
| Ліві лапки | У тім же році послав Ростислав із Києва [воєвод] Юрія Нестеровича і Якуна [Мирославича] в насадах на берладників, що були [город] Олешшя взяли. І, догнавши їх коло [города] Дциня, вони побили їх і здобич узяли. | Праві лапки |

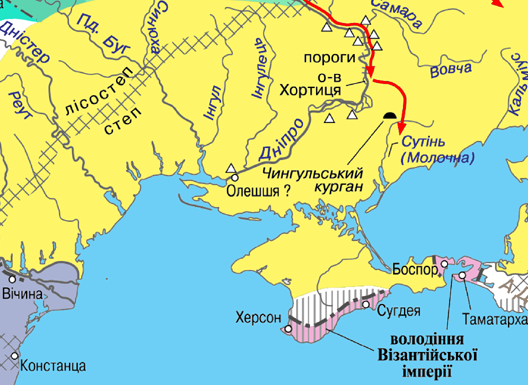
Можливе розташування Олешшя в межах половецьких земель.

У 1164 посольство Ростислава Мстиславича до Константинополя з вимогою висвятити на київську митрополію русина Климента Смолятича випадково зустрілося в Олешші з новопоставленим київським митрополитом греком Іоанном IV та візантійським послом. У 1219 році волинський князь Данило Романович завдяки човнам, що прийшли з Олешшя, зміг переправитися через Дністер. Востаннє місто згадується в розповіді про битву на Калці вміщеній у Новгородському першому літописі:
| Ліві лапки | Того же русстии князи не послушаша, нъ послы избиша, а сами поидоша противу имъ; и не дошьдъше Ольшья, и сташа на ДнЂпрЂ. | Праві лапки |

За деякими припущеннями, Олешшя під назвами Уліски та Муліса згадується в «Нузхат ал-Муштак» арабського географа ХІІ ст. Аль-Ідрісі. Згідно з повідомленням двох різних інформаторів середньовічного вченого, це місто розташовувалось на відстані близько 1,5 км від гирла Дніпра та було стоянкою суден на двох маршрутах: угору по Дніпру та вздовж узбережжя з Болгарії до Криму.
Велике значення мало Олешшя як центр рибальства і торгівлі.

## Співвідношення Олешшя і Олешок
Питання співвідношення цих міст є проблематичним і викликає запеклі сперечання між дослідниками (в тому числі краєзнавцями). Згідно з найбільш правдоподібною версією центр Олешшя знаходився на Великому Потьомкінському острові, але деякі господарські споруди, земельні ділянки мешканців і випас худоби знаходились на території сучасних Олешок. І саме тому тут виникло урочище Олешшя в якому в 1711 році козаки побудували Олешківську січ.